# Grzegorz Głuszak
Grzegorz Głuszak (ur. 1977 w Sandomierzu) – polski dziennikarz specjalizujący się w tematyce przestępczości zorganizowanej i meandrów polskiego wymiaru sprawiedliwości. Reporter programów telewizyjnych: Uwaga! i Superwizjer na antenie TVN.
Laureat nagrody Grand Press w kategorii reportaż telewizyjny/wideo za cykl 25 lat za niewinność i Utracona młodość Tomasza Komendy – reportaże (program Superwizjer TVN 24, TVN) opowiadające o tym, jak błędna decyzja sądu spowodowała, że niewinny 23-latek trafił do więzienia, w którym spędził 18 lat. Za ten pierwszy reportaż 1 grudnia 2018 otrzymał również nagrodę MediaTor w kategorii DetonaTOR, a także w listopadzie 2018 wyróżnienie honorowe Nagrody im. Andrzeja Woyciechowskiego.
Wcześniej był siedmiokrotnie nominowany do nagrody Grand Press oraz został wyróżniony na festiwalu Camera Obscura.
Z wykształcenia geodeta.

## Książki
- Piotr Litka, Grzegorz Głuszak: Skompromitować papieża. Nieznane fakty i dokumenty dotyczące Jana Pawła II. Wydawnictwo św. Stanisława BM, 2011. ISBN 978-83-7422-381-2. Brak numerów stron w książce
- Grzegorz Głuszak: 25 lat niewinności. Historia Tomasza Komendy. Znak Literanova, 2018. ISBN 978-83-240-4871-7. Brak numerów stron w książce